# Цотне Дадіані
Цотне Дадіані (груз. ცოტნე დადიანი; д/н — бл. 1260) — 4-й еріставі Одіши (Мегрелії) у 1250—1260 роках. Святий Грузинської православної церкви (канонізовано 1999 року).

## Життєпис
Походив з роду Дадіані. Молодший син Шергіла, еріставі Одіши. Замолоду брав участь у військових кампаніях. 1228 року був одним з очільників грузинське війська, що протистояла хорезмшаху Джелал ад-Діну, але у битві біля Болнісі зазнало поразки.
У 1245—1247 роках під час міжцарювання через відсутність Давида VI був одним зі співрегентів (мандатурт-укхуцесі) разом з Кахабером, еріставі Рачи. В подальшому підтримував Давида VI проти Давида VII.
1246 року Цотне з іншими грузинськими князями зібрався в Кохтаставі (Джавахетія), для підготовки антимонгольського повстання. Цотне раніше залишив зустріч, а решту було схоплено монголами та відправлено до Ані. Тим часом Цотне Дадіані прибув зі своєю армією на призначене місце в Ркініс-Джуарі між Самцхе і Гадо. Почувши, що сталося, він розпустив військо й лише з 2 слуга рушив до нойона Чормагана. Побачивши полонених, Дадіані зняв одяг і приєднався до них. На допиті він стверджував, що грузини не планували повстати, і вимагав страти, якщо це було покаранням інших. Згідно з анонімною грузинською хронікою XIV ст. добровільне прибуття Цотне, якого також катували, переконало монголів у невинуватості князів.
1250 року після смерті старшого брата Вардана II став новим правителем Одіши. Решту життя зміцнював своє становище в Мегрелії. Помер близько 1260 року. Йому спадкував старший син Георгій I.

## Родина
1. Дружина — Хуашак, донька Беги II Сурамелі, еріставі Картлі.
Діти:
- Георгій (д/н—1323), 5-й еріставі Одіши
- Іване, еріставі Сванетії
- Ерашар

2. Дружина — Маріха, донька мтаварі Тбелі і Гереті.
дітей не було

## У літературі
Є головним героєм третьої частини «Історичної хроніки XIII століття» Грігола Абашидзе «Цотне, або падіння і піднесення грузин».